# Lanzenblatt von Kowel
Das Lanzenblatt von Kowel (auch Speerspitze von Kowel genannt) ist ein archäologischer Fund aus dem Jahr 1858, benannt nach dem Fundort im ukrainischen Kowel. Das Artefakt wird auf das dritte Jahrhundert n. Chr. datiert und nimmt aufgrund seiner Inschrift einen wichtigen Stellenwert im Kontext der historischen Sprachwissenschaft ein.
Bei den Schriftzeichen handelt es sich zweifelsfrei um altgermanische Runen. Als tilarids transliteriert ist die aus einem Wort bestehende Runeninschrift einem ostgermanischen Dialekt zuzuordnen. Die etymologisch naheliegende und allgemein anerkannte Übersetzung des Wortes ist ‚Zielreiter‘. Eine Interpretation der kulturell-historischen Bedeutung der Inschrift lässt dagegen mehr Spielraum offen.
Seit 1945 ist das Lanzenblatt von Kowel verschollen.

## Der Inschriftenträger
Da das archäologische Artefakt als solches seit dem Zweiten Weltkrieg als verloren deklariert wurde, gibt es nur wenige Informationen über den Inschriftenträger und seinen historischen Zusammenhang. Ein Abguss aus dem Jahre 1880 des Berliner Museums für Vor- und Frühgeschichte ist gleichermaßen verschollen. Wer den Gegenstand zu welchen Zwecken verwendete oder von wem er hergestellt wurde, bleibt unbeantwortet.
Das Lanzenblatt besteht aus Eisen und weist eine Länge von 15,5 cm auf. Die breiteste Stelle misst 3 cm. Auf der Speerspitze sind Symbole sowie acht unverkennbare Runenzeichen in Silbertauschierung eingelegt.

## Transliteration der Inschrift

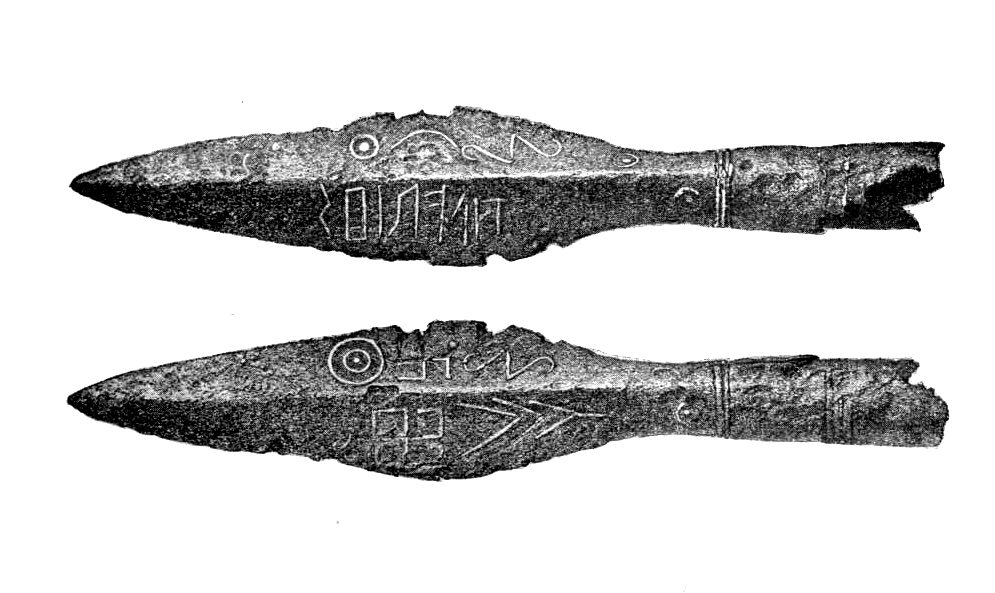
Inschrift auf dem Lanzenblatt von Kowel.

In der Forschung wird die Inschrift transliteriert als:
ᛏ ᛁ ᛚ ᚨ ᚱ ᛁ ᛞ ᛊ = tilarids
Auf dem Artefakt können, von rechts nach links gelesen, zunächst sechs der acht vorhandenen Zeichen zweifelsfrei dem älteren Futhark zugeordnet werden. Anlass zur Spekulation geben einzig die Zeichen (1) und (7), die jedoch im Gesamtkontext ebenfalls eine Zuteilung zur gemeingermanischen Runenreihe erlauben. Ausnahmen und Eigenheiten, wie im Fall der Speerspitze von Kowel, sind ebenso in anderen Inschriften zu beobachten. Eine normierte Schreibkonvention, wie man sie heute kennt, kann für Runeninschriften ohnehin nicht geltend gemacht werden.
Im vorliegenden Fall lassen sich die Anomalien in der Schrift nachvollziehbar erklären. Zeichen (1) ist als t-Rune mit hochgeklappten Stäben zu lesen. Zwar wurden von Forschern unterschiedliche Ansätze zur Deutung des Zeichens unternommen, doch überzeugt am Ende die plausible Interpretation als ᛏ. Unter Berücksichtigung dieses Schreibstils lässt sich die Rune (7) in logischer Abhängigkeit als d-Rune erklären. Die beim klassischen Futhark von der Mitte nach unten resp. nach oben gerichteten, eckigen Stäbe der Rune ᛞ wurden beim Lanzenblatt von Kowel in hochgeklappter Variante realisiert und erklären so die rechteckige Schreibvariante. In der Runologie gilt diese Lesung als allgemein akzeptiert.

## Erläuterung der Inschrift
Beim Lanzenblatt von Kowel steht die Interpretation des sprachlichen Materials im Interessenfokus. Die generell vertretene Transkription als tilarids lässt eine schlüssige sprachliche Bestimmung auf Ebene der Morphologie und Semantik zu, die damit auch in einem etymologischen Zusammenhang geltend gemacht werden kann. Linguistisch lässt sich das Wort tilarids als Kompositum aus den Teilen tila und rids bestimmen.
Der zweite Bestandteil rids gibt als Träger der grammatischen Informationen Auskunft über die sprachliche Zuordnung des Wortes. Ausgangspunkt der Bestimmung ist im Fall einer Rune ein germanischer Dialekt. Die Endung -ds spricht für eine wahrscheinliche Sprachstufe des Gotischen oder generell für einen ostgermanischen Dialekt, bei dem von einer entsprechenden morphologischen Endung ausgegangen werden muss. Ein ostgermanischer Auslaut -ds wird unter Berücksichtigung der entsprechenden Lautgesetze (Synkope und Auslautverhärtung) auf eine germanische Vorform *-daz zurückgeführt. Für rids wird demnach eine Form germ. *ridaz mit der Bedeutung ‚Reiter‘ rekonstruiert, die grammatisch als Verbalnomen, genauer als Nomen Agentis, funktioniert und sich als Bildung aus germ. *reid-a- ‚reiten‘ erklären lässt. Diese Form ist eine direkte etymologische Entsprechung zum neuhochdeutschen reiten ( < althochdeutsch rītan) und lässt sich weiter mit den Kognaten aus den verwandten germanischen Sprachen vergleichen.
Der erste Teil tila kann als Substantiv in systematischer Entsprechung dem Etymon germ. *tila- (resp. *tilaz als Nominativ Singular) zugeordnet werden, das noch im althochdeutschen zil 'Ziel' greifbar ist. In der gotischen Sprache ist eine Entsprechung nur in der Verbalform gatilōn ‚erzielen, erreichen‘, in gatils ‚passend‘ oder and-tilōn ‚zum Ziel nehmen‘ belegt. Auf der Grundlage dieser Belege wäre von einer gotischen Rekonstruktion *tils ‚Ziel‘ als neutraler a-Stamm auszugehen. Die beim Lanzenblatt von Kowel effektiv vorliegende Form tila kann anhand dieser Annahmen als Dativ Singular gelesen werden. Die genauere Bedeutung des Erstgliedes des Kompositums gibt sich somit als ‚dem Ziel‘ oder ‚zum Ziel‘ zu verstehen.
Anhand dieser Erläuterungen wird die Interpretation von tilarids als ‚Zielreiter‘ im Sinne von ‚der zum Ziel Reitende‘ linguistisch plausibel. Die sprachliche Bestimmung lässt dagegen die kultur-historische Bedeutung der Inschrift offen. Der Runologe Klaus Düwel interpretiert die Rune als „eine magisch-poetische Waffenbezeichnung, mit der die Lanze in ihrer Funktion als Reiter auf ein Ziel (die gegnerischen Schutzwaffen und deren Träger) charakterisiert wird“. Dass mithilfe einer Inschrift dem Gegenstand eine entsprechende Funktion übertragen werden sollte, lässt sich auch an anderen Beispielen beobachten. Beim Lanzenblatt von Dahmsdorf mit der Inschrift ranja 'Anrenner' können zusammenhängende Vergleiche angestellt werden.
Ebenfalls denkbar wäre die Interpretation der Inschrift als Personenname (vgl. altenglisch Tilred). Germanische Personennamen waren in der Vollform mehrheitlich Komposita.

## Verzierungen
Abseits des sprachhistorischen Kontextes vom Lanzenblatt von Kowel sind für die Archäologie, Kultur- und Kunstgeschichte die auf dem Artefakt getätigten Symbole und Verzierungen von möglicher Bedeutung. Es handelt sich bei den Symbolen aus der jüngeren römischen Kaiserzeit um sarmatische Zeichen und einheimische Heilzeichen. Auf dem Lanzenblatt von Kowel befinden sich Doppelhaken, Vierwirbel oder Swastika, Halbmond, Punktkreise sowie ein Zeichen in Form eines Y über dem zwei V liegen.